# Vide cor meum

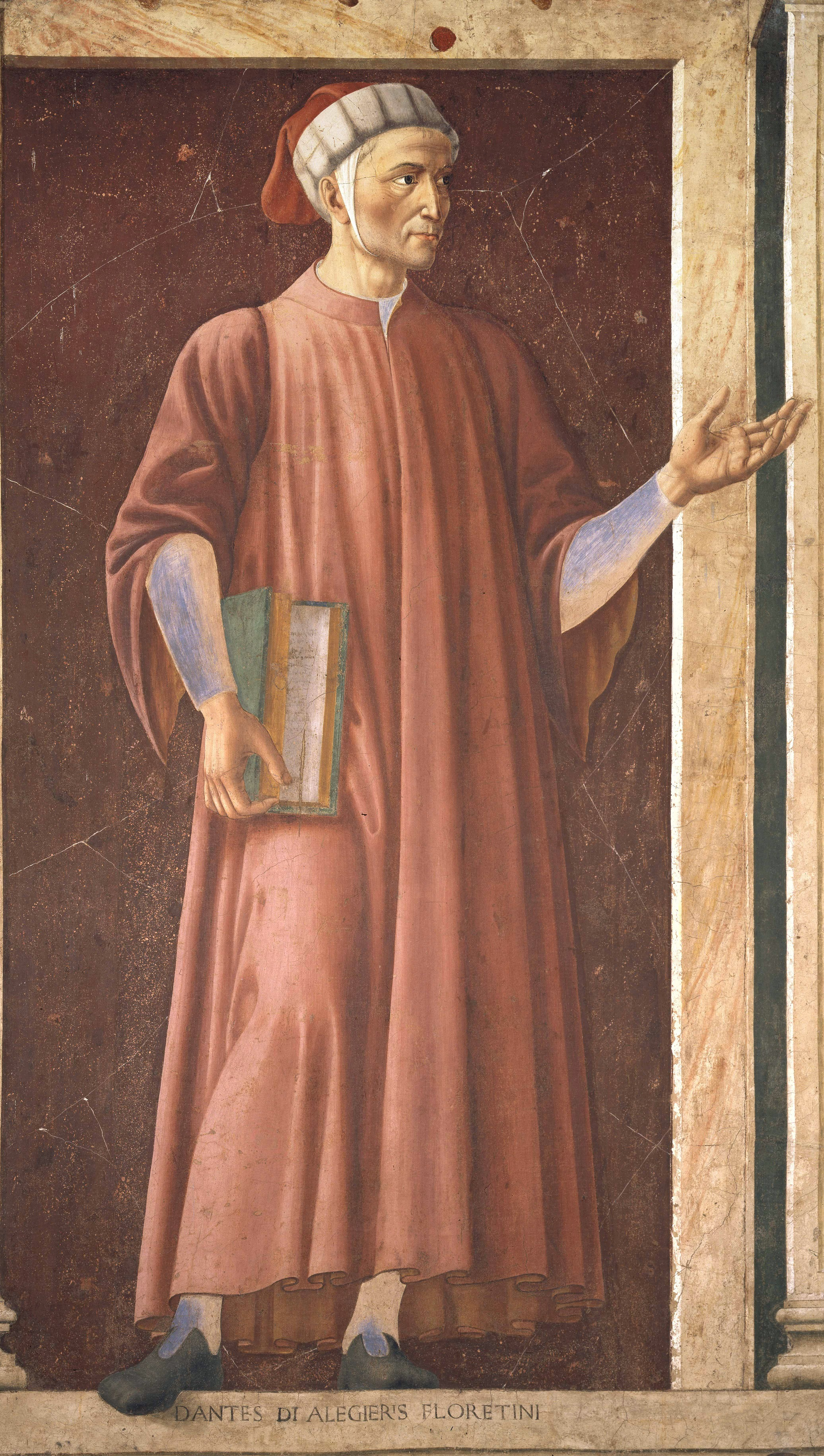
Dante.

Vide cor meum est une chanson de Patrick Cassidy inspirée par la Vita nuova de Dante, précisément le sonnet « A ciascun'alma presa » dans le chapitre 3.

## Composition
La chanson, produite par Patrick Cassidy et Hans Zimmer, est originellement interprétée par le chœur Libera et l'orchestre Lyndhurst dirigés par Gavin Greenaway. Les chanteurs Danielle de Niese et Bruno Lazzaretti interprètent respectivement Béatrice et Dante.

## Utilisations
La chanson est entendue pour la première fois en 2001 dans Hannibal, film pour lequel elle a été spécifiquement composée, dans la séquence où le Dr. Lecter et l'inspecteur Pazzi assistent à un opéra en plein air à Florence.
L'air a ensuite été utilisé lors de la 73e cérémonie des Oscars pour la présentation du prix honorifique Irving G. Thalberg remis au producteur du film, Dino De Laurentiis.
Le réalisateur Ridley Scott utilise de nouveau la chanson en 2005 dans Kingdom of Heaven, lors de la scène de funérailles du roi Baudoin IV.
En 2013, la saison 1 de la série télévisée Hannibal s'achève sur une version de Vide cor meum chantée par Katherine Jenkins et Rhys Meirion.

## Note
- (en) Cet article est partiellement ou en totalité issu de l’article de Wikipédia en anglais intitulé « Vide Cor Meum » (voir la liste des auteurs).